# Weihnachtssingen des 1. FC Union Berlin

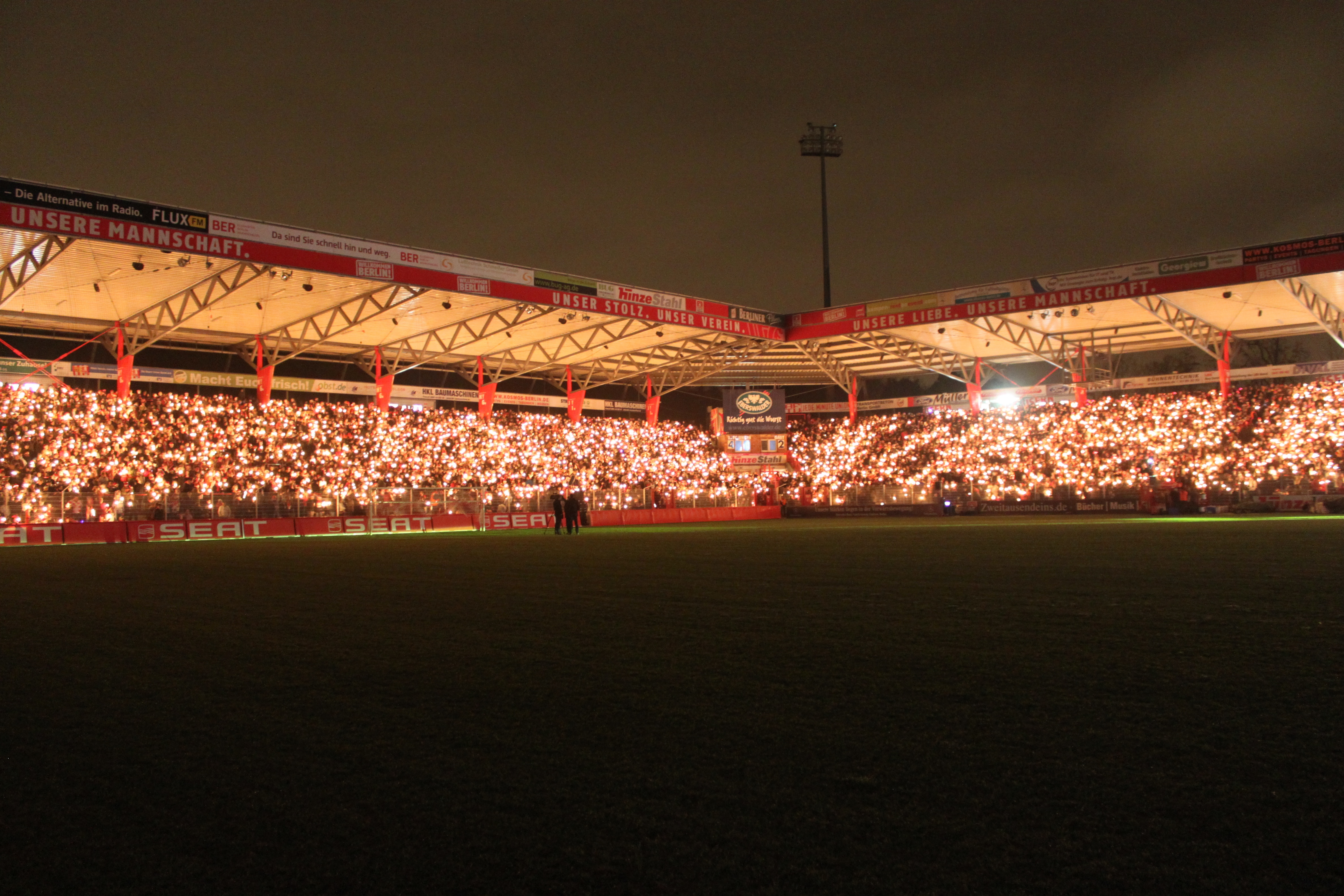
Weihnachtssingen 2011, noch ohne Nutzung des Stadion-Innenraums

Zum Weihnachtssingen des 1. FC Union Berlin treffen sich jährlich am 23. Dezember Fans und Freunde des 1. FC Union Berlin im Stadion An der Alten Försterei zur Einstimmung auf das Weihnachtsfest. Das Weihnachtssingen findet seit 2003 statt. Mit etwa 28.500 Teilnehmern im Jahr 2016 kommt beim Weihnachtssingen von Union der „inzwischen berühmteste Weihnachtschor Deutschlands“ zusammen.

## Geschichte

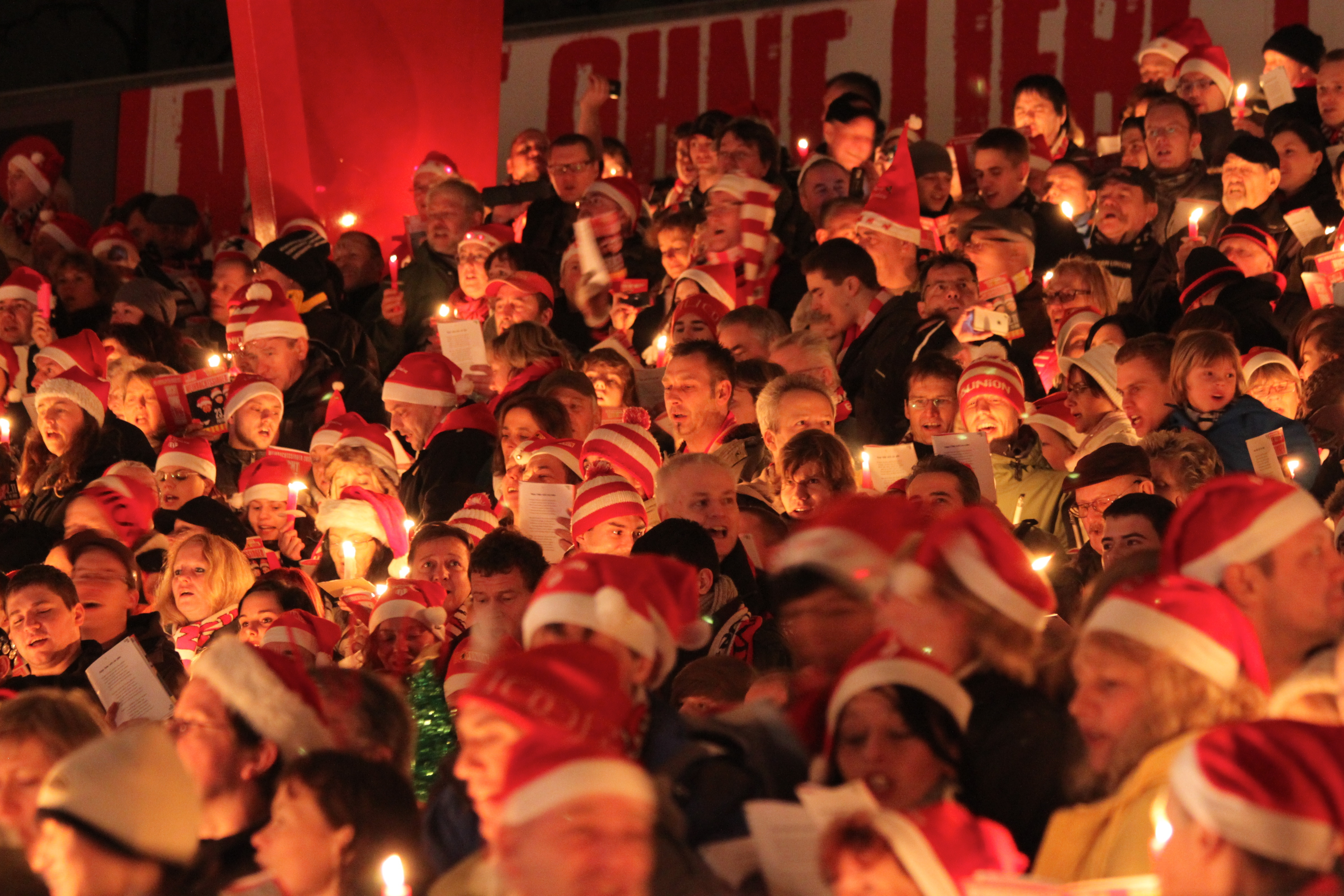
Weihnachtssingen auf den Rängen

2003 hatten sich 89 Mitglieder des Fanclubs „Alt-Unioner“ heimlich zum ersten Weihnachtssingen im Stadion getroffen, um nach sportlich enttäuschender Hinrunde das Jahr gemeinsam zu beschließen. Seither hat sich das Weihnachtssingen zu einer Großveranstaltung entwickelt, die seit 2012 auch die Nutzung des Stadioninnenraums für die Zuschauer und Sänger erforderlich macht.
Wegen des Stadionumbaus musste das Weihnachtssingen 2008 vor das Rathaus Köpenick verlegt werden.
Seit 2014 werden aufgrund der hohen Nachfrage für das Weihnachtssingen Eintrittskarten verkauft, da bei zuvor freiem Eintritt die Kapazitätsgrenze erreicht worden war. Die Einnahmen aus dem Ticketverkauf kommen der Jugendarbeit von Union zugute.
Aufgrund der COVID-19-Pandemie konnte das Weihnachtssingen 2020 nicht durchgeführt werden. Stattdessen konnten die Fans ein „Weihnachtssingen-Paket“ für zu Hause kaufen. Am 23. Dezember 2020 wurde über den vereinseigenen Webkanal das Singen von 2019 für jedermann kostenlos empfangbar ausgestrahlt. Zusätzlich strahlte der RBB eine Sendung mit den schönsten Liedern der Vorjahre aus. Auch 2021 war infolge der Pandemie eine Durchführung nicht möglich.

## Programm
Musikalische Unterstützung beim Weihnachtssingen leistet der Schulchor des Emmy-Noether-Gymnasiums Köpenick. Fester Bestandteil der Veranstaltung ist außerdem das Verlesen der Weihnachtsgeschichte durch einen Köpenicker Pfarrer.

## Resonanz
Das als Geheimtreffen gestartete, inzwischen als „Tradition“ bezeichnete Weihnachtssingen gilt als wichtiger Teil der Identität des 1. FC Union, auch in internationaler Wahrnehmung.
Das Weihnachtssingen im Stadion hat Nachahmer in vielen anderen deutschen Städten gefunden (u. a. in Köln, Aachen, Gelsenkirchen, Dresden oder Mannheim).
2022 und 2023 wurde das Weihnachtssingen im RBB-Fernsehen zeitversetzt ausgestrahlt.